# Ludwik Grohman
Ludwik Grohman (født 28. juni 1826 i Warszawa, død 1. februar 1889 i Łódź) var en polsk fabrikant. 
Ludwiks far Traugott Grohmann havde fra 1827 et værksted i Zgierz. Efter sønnens fødsel flyttede familien i 1844 til Łódź. Tidligere, i 1842, havde Traugott fået residensen "Lamus" i Księży Młyn i evig forpagtning, og byggede her en bomuldsfabrik. 
Efter farens død i 1874 overtog Ludwik forretningen og blev gift med Paulina Adelina, datter af købmand Karol Trenkler, noget som styrkede hans økonomiske position. Fra 1861 til 1869 var han byrådsmand, og i årene 1880-1882 opførte han en villa ved Tylna-gaden (Ludwik Grohmans villa). Grundet delvis assimilering begyndte Ludwik at skrive sit efternavn på polsk (med ét «n»). 
Grohman ble kendt for, at oprette det første fabrikbrandvæsen i sin fabrik, og i årene 1876-1888 var han formand for Det frivillige brandvæsen i Łódź. Han var med til at grundlægge Handelsbanken i Łódź og var mangeårig formand for Kreditselskabet i Łódź. Grohman var modstander af den polske Januaropstand i 1863. 
Ludwik Grohman ligger begravet på Den gamle kirkegård i Łódź lige ved Scheiblers kapel. 